# Joe McLellan
Joe McLellan (Monterey, Califòrnia, 1945) és un autor nord-americà d'ètnia nez percé-umatilla nascut a Califòrnia i resident a Winnipeg (Canadà). Escriptor i contador d'històries, autor de Nanabosho grants a Wish, Nanabosho and the Woodpecker, Nanabosho and the Cranberries, i d'altres.